# Paranais macrochaeta
Paranais macrochaeta är en ringmaskart som beskrevs av Cernosvitov 1939. Paranais macrochaeta ingår i släktet Paranais och familjen glattmaskar. Inga underarter finns listade i Catalogue of Life.